# サウスサイド・フェスティバル
サウスサイド・フェスティバル（Southside Festival）は、ドイツのツットリンゲン近郊で毎年6月に開催される野外音楽フェスティバル。ロック、オルタナティブ、ポップ、エレクトロニックなど様々なジャンルのアーティストが出演する。同じ主催者によりドイツ北部で開催されるハリケーン・フェスティバル（Hurricane Festival）は姉妹フェスティバルの関係で、同じ3日間にほぼ同じラインナップで行われる。

## 概要
サウスサイド・フェスティバルのSouthsideという名前は、英語に由来しており、フェスティバルが開催されるドイツ南部を指している。1999年にハリケーン・フェスティバルのカウンターパートとして初めて開催された。2000年にはNeuhausen ob Eck（ノイハウゼン・オブ・エック）に場所を移した。フェスティバルの主催者はFKP Scorpio、KOKO & DTK Entertainment。フェスティバルの会場は、旧軍用地と空港の境内の80万平方メートルで構成され、4つのステージがある。2002年に観客数が3万人に達し、現在では6万人まで増え続けている。

## ギャラリー

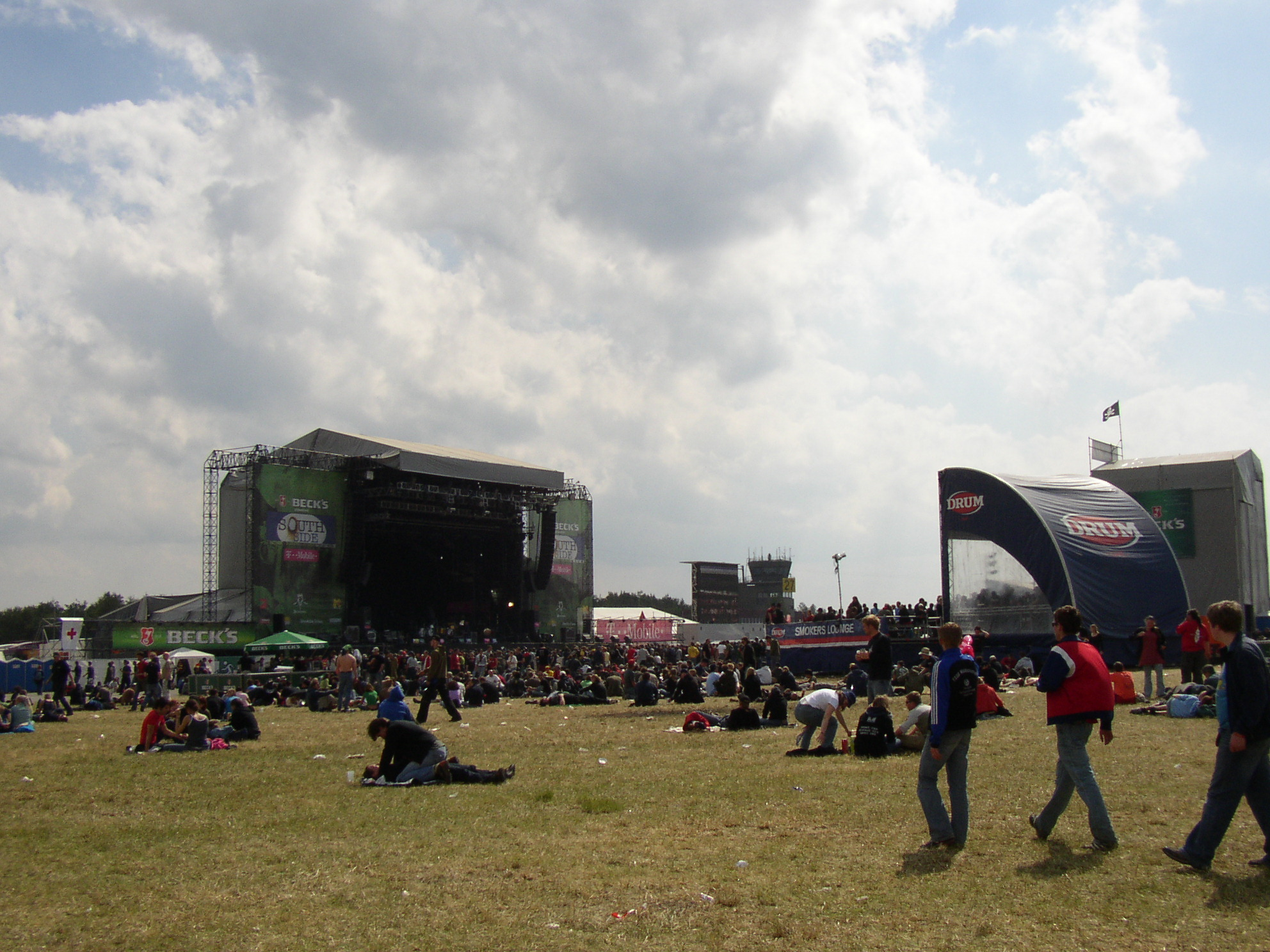
2005
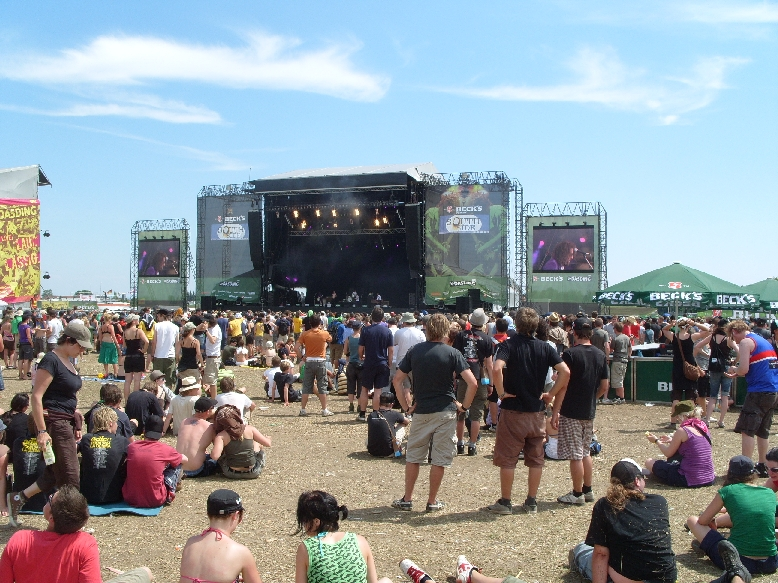
2008
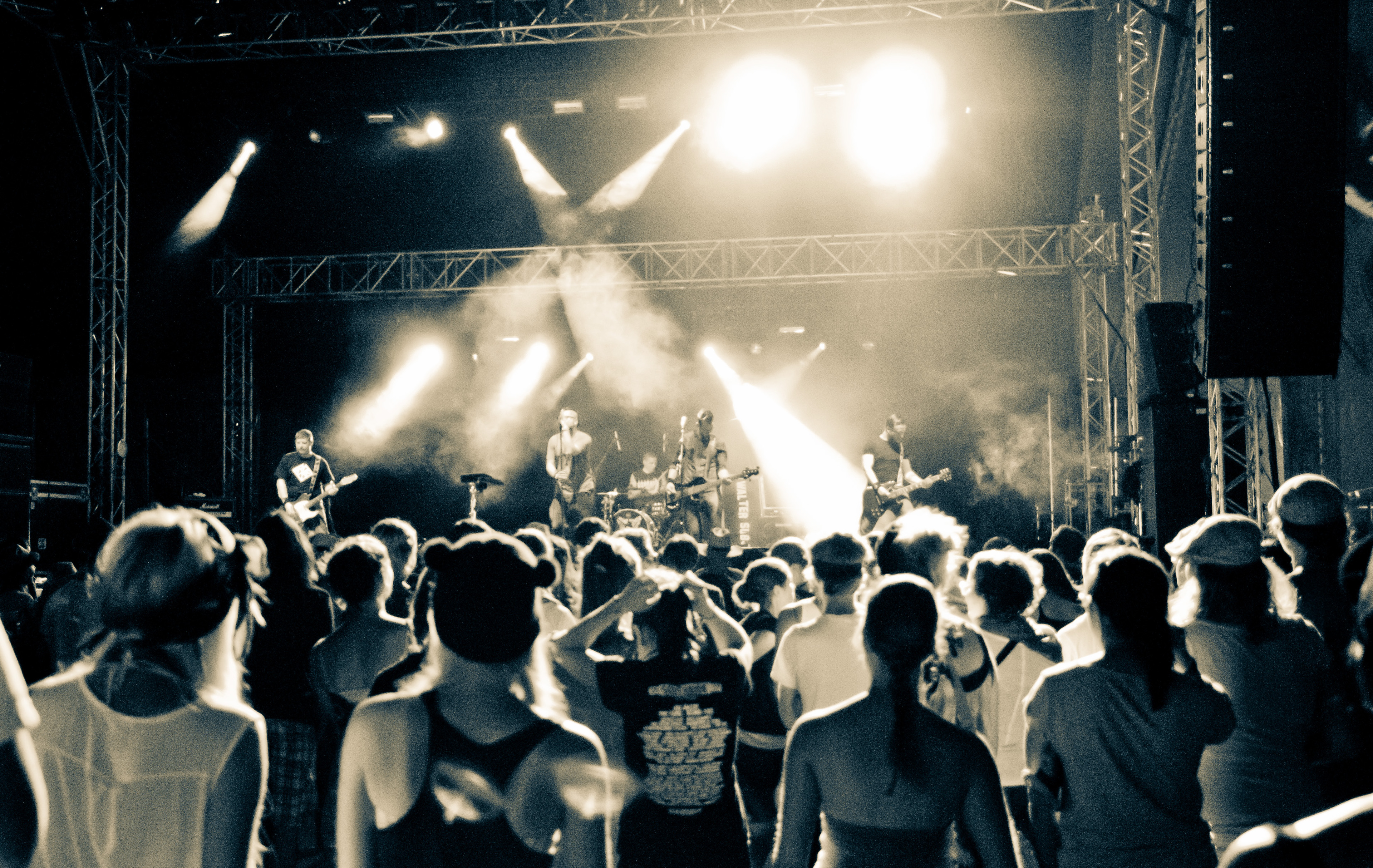
2012